# Scytodes hahahae
Scytodes hahahae là một loài nhện trong họ Scytodidae.
Loài này thuộc chi Scytodes. Scytodes hahahae được miêu tả năm 2001 bởi Rheims & Antonio D. Brescovit.